# 哥打巴托市
哥打巴托市（英语：Cotabato City , 爪夷文: كوتا نو كوتاواتو 他加祿語：)是菲律宾棉兰老岛的一个城市，行政區劃上属于SOCCSKSARGEN大区马京达瑙省的飞地；原先是棉兰老穆斯林自治区政府的所在地，卻不是棉兰老穆斯林自治区的一部份，直到2019年時通過公投加入邦薩摩洛自治區，西面为莫罗湾。建立于1520年，下辖37个镇。该城的基督徒和穆斯林时常发生武装冲突。